# Antislawismus
Als Antislawismus oder antislawischer Rassismus werden alle pauschalisierten Formen von Slawenhass, Slawenfeindlichkeit oder Slawenfeindschaft bezeichnet. Diese Variante des Rassismus richtet sich entweder gegen alle Slawen oder gegen einzelne slawische Völker, wenn diese als Bestandteil einer vermeintlichen slawischen Rasse wahrgenommen werden. In Deutschland spielte der Antislawismus in der wilhelminischen Zeit, besonders aber in der Ideologie des Nationalsozialismus eine wichtige Rolle. Um Osteuropa als einem heterogenen Kulturraum Rechnung zu tragen, verwenden neuere Forschungen auch den Begriff antiosteuropäischer Rassismus.

## Antislawismus in Deutschland

### Deutsches Kaiserreich (1871–1918)
Während Gobineaus rassistischer Versuch über die Ungleichheit der Menschenrassen keine Hinweise auf deutschen Nationalismus enthielt, wurde dieses Element durch Houston Stewart Chamberlains Grundlagen des neunzehnten Jahrhunderts hinzugefügt, der Gobineaus Essay durch die Vermittlung von Cosima Wagner kennengelernt hatte und zudem antisemitisch orientiert war. Chamberlains Schrift stieß in Deutschland auf breite Rezeption und prägte den deutschen Nationalismus zur Zeit des Wilhelminismus. Die Germanen wurden dabei als höchstentwickelte menschliche Rasse und Deutschland als ihre natürliche Führungsmacht dargestellt. Damit ging eine Verschlechterung des Bildes von den slawischen Nachbarvölkern, besonders von Polen und Russen (vgl. Russlandbild), einher. Hierbei spielten deutsch-baltische Publizisten wie Paul Rohrbach und Theodor Schiemann, die über gute Verbindungen zu Wilhelm II. und führenden Militärs verfügten, eine große Rolle. Sie veränderten das bis dahin eher positive Russlandbild der preußisch-deutschen Eliten. Russland wurde von ihnen einerseits als bedrohlicher Koloss, andererseits als kulturell und zivilisatorisch rückständig bezeichnet, es galt als Führungsmacht der slawischen Welt, mit dem Deutschland als germanische Führungsmacht früher oder später kämpfen müsse. Diese Sichtweise machten sich auch Wilhelm II. und der preußische Generalstabschef Helmut Graf von Moltke zu eigen.
Bedingt durch die Teilungen Polens waren Teile des damaligen Preußens polnisch besiedelt. Dies führte seit den 1850er Jahren zu einer antipolnischen Stoßrichtung des anwachsenden deutschen Nationalismus. Der Schriftsteller Gustav Freytag artikulierte in seinem 1854 erschienenen Roman „Soll und Haben“ diese antipolnischen Vorurteile.

„Es gibt keine Rasse, welche so wenig das Zeug hat, vorwärts zu kommen und sich durch Kapitalien Menschlichkeit und Bildung zu erwerben, als die slawische. Was die Leute dort im Müßiggang durch den Druck der rohen Masse zusammengebracht haben, vergeuden sie in phantastischen Spielereien. Bei uns tun so etwas doch nur einzelne privilegierte Klassen, und die Nation kann es zur Not ertragen. Dort drüben erheben die privilegierten den Anspruch, das Volk darzustellen. Als wenn Edelleute und leibeigene Bauern einen Staat bilden könnten! Sie haben nicht mehr Berechtigung dazu, als dieses Volk Sperlinge auf den Bäumen. Das Schlimme ist nur, dass wir ihre unglücklichen Versuche auch mit unserem Gelde bezahlen müssen.“

Später wurde die Polenfeindlichkeit durch die Agitation des 1894 gegründeten „Deutschen Ostmarkenvereins“ (Verein zur Förderung des Deutschtums in den Ostmarken) intensiviert. Diese beeinflusste auch Teile des liberalen Bürgertums, so behauptete der Soziologe Max Weber in seiner Antrittsvorlesung 1895:

„Der polnische Kleinbauer gewinnt an Boden, weil er gewissermaßen das Gras vom Boden frißt, nicht trotz, sondern wegen seiner tiefstehenden physischen und geistigen Lebensgewohnheiten. ... Die Menschengeschichte kennt den Sieg von niedriger entwickelten Typen der Menschlichkeit und das Absterben hoher Blüten des Geistes- und Gemütslebens, wenn die menschliche Gemeinschaft, welche deren Träger war, die Anpassungsfähigkeit an ihre Lebensbedingungen verlor, es sei ihrer sozialen Organisation oder ihrer Rassequalitäten wegen. ... das Interesse an der Hemmung der slawischen Flut ruft nach der Überführung bedeutender Teile des östlichen Bodens in die Hand des Staates“

Besonders der Alldeutsche Verband unter seinem Vorsitzenden Heinrich Claß, dessen Mitglied auch Max Weber zeitweise war, propagierte die „rassische“ Unterschiedlichkeit von Germanen und Slawen, die früher oder später zum Kampf führen müsse. Vor diesem Hintergrund wurde der erwartete Krieg zwischen Deutschland und Russland als „Rassenkampf (...) der Germanen gegen die übermütig gewordenen Slawen“ (Wilhelm II. 1912) betrachtet.
Ein aufmerksamer Beobachter dieser Vorgänge war der spätere tschechoslowakische Staatspräsident Tomáš Garrigue Masaryk, der alle Äußerungen registrierte, die den Slawen in herablassender Weise als angeblich nicht staatsfähig ihr nationales Selbstbestimmungsrecht absprachen, gab es doch mit Friedrich List, Paul de Lagarde und Constantin Frantz politische Publizisten, die eine grenzkolonisatorische Ausweitung des deutschen Einflussbereichs nach Polen und über die Donau bis zu ihrer Mündung ins Schwarze Meer propagierten. Für Masaryk stellte sich die Situation, in der sich „der Pangermanismus als Philosophie und Politik der Deutschen organisierte“, polemisch so dar: „Lagarde ist sein führender philosophischer und theologischer Wortführer, Treitschke sein Historiker, Kaiser Wilhelm sein Politiker.“

### Antislawismus im Nationalsozialismus (1933–1945)
Der im Wilhelminismus popularisierte Antislawismus wurde von den Nationalsozialisten aufgegriffen und zum wichtigen Bestandteil ihrer Ideologie ausgebaut. Während des Zweiten Weltkriegs beteiligte sich der Einsatzstab Reichsleiter Rosenberg (ERR) zunächst im Zuge des Westfeldzugs am Kunst- und Kulturraub der vom NS-Regime identifizierten Feinde. Im September 1940 teilte Alfred Rosenberg, NS-Chefideologe und Leiter des ERR, Reichsschatzmeister Franz Xaver Schwarz unter anderen mit, dass eine große slawische Bibliothek aus Frankreich seiner „Hohen Schule“ zugeführt werde. Die Eroberung von „Lebensraum im Osten“, zentraler Programmpunkt Hitlers, sollte auf Kosten der slawischen Völker gehen, die als Angehörige einer „minderen Rasse“ definiert wurden. Adolf Hitler schrieb 1928 in seinem „Zweiten Buch“, der nationalsozialistische Staat habe im eroberten Ostland „diese rassisch fremden Elemente...abzukapseln...oder er musste sie überhaupt kurzerhand entfernen.“ Besonders Heinrich Himmler und die SS interpretierten die mittelalterlichen Konflikte zwischen Feudalherren deutscher, polnischer und russischer Zunge als „Rassenkampf“ der Germanen gegen die Slawen, Heinrich Himmler hielt sich für die Reinkarnation des gegen die Slawen siegreichen sächsischen Königs Heinrich I. Dies prägte Deutschlands Kriegsplanung und Kriegführung im Zweiten Weltkrieg in Osteuropa. Einige Tage vor dem Überfall auf Polen erklärte Hitler in einer Rede vor Generälen:

„Ziel ist Beseitigung der lebenden Kräfte. Bei Beginn und Führung des Krieges kommt es nicht auf das Recht an, sondern auf den Sieg... brutales Vorgehen, größte Härte.“

Nach der deutschen Eroberung wurde die polnische Intelligenzschicht von Einsatzgruppen des SD unter dem Oberbefehl Reinhard Heydrichs ermordet, die „nicht eindeutschungsfähigen“ Polen ins „Generalgouvernement“ vertrieben, wo sie den Deutschen als Wanderarbeiter zur Verfügung stehen sollten. Vor dem Angriff auf die Sowjetunion erfolgte der Kriegsgerichtsbarkeitserlass vom 13. Mai 1941, wonach kollektive Vergeltungsmaßnahmen gegen die Zivilbevölkerung zulässig waren, und der Kommissarbefehl, wonach gefangengenommene politische Offiziere der Roten Armee sofort zu erschießen waren. In Wochenschauen wurden Bilder von Russen gezeigt, die zeitgenössische Deutsche als „hässlich, unterentwickelt,...Gesichter wie Affen, mit Riesennasen, verlumpt, dreckig“ empfanden. Die sowjetischen Kriegsgefangenen wurden in Sammellagern zusammengefasst und oft dem Hungertod preisgegeben, von 5,7 Millionen Gefangenen starben 3,3 Millionen meist durch Hunger oder Krankheit. Die Wehrmacht sollte sich aus dem Land heraus ernähren, der Hungertod der Zivilbevölkerung wurde in der Leningrader Blockade in Kauf genommen. In der ukrainischen Stadt Charkiw verhungerten deshalb im Winter 1942/43 mehrere hunderttausend Menschen. Der 1941 verabschiedete „Generalplan Ost“ sah die Vertreibung von 31 Millionen „Fremdvölkischen“ als erste Etappe der Germanisierung Russlands vor. Die slawische Bevölkerung sollte von Bildung und medizinischer Fürsorge ferngehalten und lediglich mit Schnaps, Tabak und Verhütungsmitteln versorgt werden, um ihre Vermehrung zu verhindern. Wer arbeitsfähig war, wurde oft zur Zwangsarbeit ins „Reich“ deportiert. Bei internen Auseinandersetzungen setzten sich im NS-Apparat die Anhänger einer konsequent auf Ausplünderung und Repression setzenden Politik wie Himmler, Göring und der „Reichskommissar für die Ukraine“ Erich Koch gegen Alfred Rosenberg durch, der nun als Leiter des Reichsministeriums für die besetzten Ostgebiete das Ziel verfolgte, aus den eroberten Gebieten Satellitenstaaten zu machen. Der nationalsozialistische Terror trieb viele Slawen, die den Einmarsch der Wehrmacht zunächst als Befreiung vom Kommunismus begrüßten, in den kommunistischen oder nationalistischen Partisanenwiderstand.

### Antislawismus in der Gegenwart
In der Gegenwart kann sich antislawischer Rassismus in Deutschland gegen Einwanderer aus der ehemaligen Sowjetunion richten, darunter Russlanddeutsche und jüdische Kontingentflüchtlinge.

## Antislawismus in anderen Ländern

### Italien
Bei vielen italienischen Irredentisten war der Slawenhass seit dem Beginn des 20. Jahrhunderts stark ausgeprägt, da es für die Nationalstaatsbildung noch „unerlöste“ Gebiete mit slawischer Bevölkerung unter habsburgischer Herrschaft gab. Vertieft wurde der Slawenhass durch den Ersten Weltkrieg, in dem die Slawen für Österreich-Ungarn gegen Italien kämpften. Auch dass Italien am Kriegsende nur Teile von Dalmatien zugesprochen wurden, erhöhte den Hass. Die italienischen Faschisten erhoben dann die „slavofobia“ zum Programm. Im sogenannten Grenzland-Faschismus gingen sie mit Morden, Plünderungen und Brandstiftungen gegen Exponenten und Einrichtungen der slawischen Bevölkerung vor. Kurz nach der Machtübernahme durch Mussolini wurde im Zeichen der „italianizzazione forzata“ eine Zwangsassimilation durchgeführt, die laut Aram Mattioli einem kulturellen Genozid glich. Mit der Annexion von Restdalmatien wurde im Rahmen der Partisanenbekämpfung eine ethnische Bereinigung zugunsten der Ansiedlung von Italienern betrieben, indem Teile der lokalen Bevölkerung in die Konzentrationslager Rab, Molat und Gonars interniert wurden.

### Österreich
Die von österreichischen Politikern und Medien vorgenommene Verurteilung der Beneš-Dekrete ohne Berücksichtigung ihrer Vorgeschichte werten einige Kritiker der österreichischen Politik als antislawisch.